# Ober Gabelhorn
De Ober Gabelhorn is een vierduizender in de Walliser Alpen. De berg verheft zich ten westen van Zermatt.
De berg maakt deel uit van het sterk vergletsjerde bergmassief van de Dent Blanche. Vanaf de top heeft men uitzicht over een groot aantal andere vierduizenders zoals de Dom (4545 m), Matterhorn (4478 m), Monte Rosa (4634 m) en Breithorn (4185 m).
De Ober Gabelhorn werd voor het eerst beklommen op 6 juli 1865 door A.W. Moore, Horace Walker en Jakob Anderegg.

## Berghutten
- Rothornhütte (3198 m)
- Cabane Du Mountet (2886 m)
- Arben Bivak (3224 m)